# Зявкин, Фёдор Михайлович
Фёдор Михайлович Зявкин (14 ноября 1894, Ростов-на-Дону, область Войска Донского — 8 июня 1946, Москва) — русский офицер, советский политик, разведчик.

## Биография
Фёдор Заявкин родился 14 ноября 1894 годав семье рабочего-грузчика, получил незаконченное среднее образование. В 1908 работал учеником на столярной фабрике, затем конторщиком цинкового завода в Ростове-на-Дону. В июне 1916 призван в Русскую Императорскую Армию, с июня по октябрь 1917 обучался в Псковской школе прапорщиков, одновременно являясь членом городского Совета РСДРП(б). С ноября 1917 по апрель 1918 состоял членом ВРК в Ростове-на-Дону, организатор и командир Красной гвардии. В мае 1918 становится командиром партизанского отряда, действовавшего против Белой армии на Дону и Кубани. Также возглавлял Темерницкий комитет РКП(б). В 1918 попал в плен к белогвардейцам, был приговорён к расстрелу, однако сумел бежать. С января 1919 представитель Донбюро РКП(б) в РВС в 13-й армии на Южном фронте. В 1920–1922 по рекомендации В. И. Савинова работает заместителем председателя Донской областной ЧК, затем начальника Донского областного отдела ГПУ. В 1922 работает начальником Терского губернского отдела ГПУ. В 1922–1924 работает начальником Донского областного отдела ГПУ, в 1924 начальником Донского окружного отдела ГПУ. В 1928 является председателем Таганрогского окружного исполнительного комитета. В 1928-1929 работал представителем Северо-Кавказского края при ВЦИК СССР, а затем направлен в США в качестве вице-президента «Амторга». По подозрению в проведении коммунистической пропаганды арестовывался американскими властями, но затем был освобождён и выслан в Советский Союз. С 1931 до 1933 слушатель Академии внешней торговли, и помощник начальника Военно-химического треста. В 1933-1934 выполнял специальное задание ЦК ВКП(б) в Китае. Последующие несколько лет работал в аппарате ЦК ВКП(б). В 1937 по необоснованному обвинению во вредительстве был арестован органами НКВД и четыре года провёл в заключении. С началом Великой Отечественной войны в 1941 вызван в столицу, где ему предложили организовать подполье в тылу врага. Однако открытая форма туберкулёза не позволила ему выполнить это поручение. После этого работал на руководящей должности в Московском метрострое. Фёдор Михайлович Зявкин умер 8 июня 1946 года в Москве.

## Награды и звания
- Орден Ленина[2]
- Орден Красного Знамени[2]
- Почётный сотрудник госбезопасности[2]

## Память
- Именем Фёдора Зявкина названа улица в Ростове-на-Дону[3][4]